# 小行星8162
小行星8162（英語：8162）是一颗围绕太阳公转的小行星。1990年9月16日，亨利·E·霍爾特在帕洛马山发现了此天体。
这颗小行星的绝对星等为107.2536010908154等。